# ウィリアム・ダグラス (第2代マーチ伯爵)
第2代マーチ伯爵ウィリアム・ダグラス（英語: William Douglas, 2nd Earl of March、1696年頃 - 1731年3月7日）は、スコットランド貴族。

## 生涯
初代マーチ伯爵ウィリアム・ダグラスとジェーン・ヘイ（Jane Hay、1729年7月没、初代ツィードデール侯爵ジョン・ヘイの娘）の長男として、1696年頃に生まれた。1705年9月2日に父が死去すると、マーチ伯爵の爵位を継承した。
第2代ラグラン女伯爵アン・ハミルトン（Ann Hamilton、1748年4月21日没、初代ラグラン伯爵ジョン・ハミルトンの娘）と結婚、1男をもうけた。
- ウィリアム（1724年 – 1810年） - 第3代マーチ伯爵、第3代ラグラン伯爵、第4代クイーンズベリー公爵

1731年3月7日、バーントンで死去、息子ウィリアムが爵位を継承した。